# وینسنت گوتهیر مانوئل
وینسنت گوتهیر مانوئل (انگلیسی: Vincent Gauthier-Manuel؛ زادهٔ ۶ آوریل ۱۹۸۶) ورزشکار اسکی آلپاین و پارالمپیک اهل فرانسه است. او در بازی‌های پارالمپیک زمستانی ۲۰۱۴ برنده مدال طلا و برنز شد. گوتهیر در سال ۲۰۱۰ نشان شوالیه ملی لیاقت را دریافت کرد.
وی در مسابقات کشوری و بین‌المللی در مجموع برندهٔ ۵ مدال طلا، ۱ مدال نقره، ۱ مدال برنز شده‌است.